# Coproduit
Ne pas confondre avec le coproduit en algèbre générale et en théorie des catégories.
Ne doit pas être confondu avec Sous-produit.
En économie, un coproduit est une matière créée de façon inévitable par le processus de fabrication d'un autre produit. A titre d'exemple, la saponification, procédé chimique de production du savon, produit également de la glycérine. Ainsi, une entreprise de savonnerie produit aussi obligatoirement une certaine quantité de glycérine, non ajustable (proportionnelle à la production de savon), mais ce produit est utilisé par d'autres industries, et peut donc être vendu.

## Différence avec déchet et sous-produit
La différence entre un coproduit et un sous-produit est la présence, pour le premier, d'un marché capable d'absorber toute la production,. Ce marché garantit la valorisation totale du coproduit, et définit un prix en fonction de ses caractéristiques qualitatives. Ce marché permet aussi l'existence de plusieurs opérateurs intermédiaires.
|                                       | Déchet | Sous-produit                             | Coproduit           |
| ------------------------------------- | ------ | ---------------------------------------- | ------------------- |
| Intéret économique pour le producteur | Coût   | Gain marginal                            | Gain nécessaire     |
| Valorisation                          | Aucune | Certaine Partielle, spécifique ou locale | Systématique Totale |
| Valeur intrinsèque                    | Aucune | Dépend du contexte                       | Fixée par le marché |

En conséquence, le statut peut changer avec le temps. Un exemple classique est le raffinage du pétrole. Quand cette industrie était naissante, à la fin du 19e siècle, le pétrole était raffiné principalement pour produire du kérosène destiné aux lampes. L'essence fatalement produite en association avec le kérosène était un coproduit de faible valeur, voir un déchet, car son marché était minime. Certaines raffineries déversaient directement les excédents d'essence invendables dans les rivières ou dans la mer. Avec le développement de l'automobile, qui a commencé à l'extrême fin du siècle, l'essence est devenu un produit au moins aussi recherché que le kérosène.

## Inélasticité de l'offre
L'offre d'un coproduit est proportionnelle à la production du produit principal. Cela se traduit par une très faible élasticité de l'offre : il n'est guère possible d'augmenter ou réduire l'offre en réponse à la demande. En conséquence, les quantités fluctuent faiblement malgré de fortes variations des prix. 

## Exemples
- Coproduits des biocarburants :
  - pour le bioéthanol : pulpes de betterave, bagasse, drêches de céréales, huiles de fusel ;
  - pour le biodiesel : tourteaux de colza, glycérol…
- Coproduits du raffinage du pétrole : bitume.
- Coproduits de la transformation du lait : crème, beurre, lactosérum.
- Coproduits de la transformation de la betterave sucrière ou de la canne à sucre : pulpes de betterave, mélasse.
- Coproduits de la sylviculture : sciure et écorce.
- Coproduits de la meunerie : issues de blé, son, remoulage, etc.
- Coproduit de l'huilerie (trituration) : tourteau (d'arachide, soja, tournesol, etc.).
- Coproduit de la savonnerie : glycérine.
- Coproduit de la sidérurgie (avec certaines qualités de minerai) : scories Thomas[5].
- Coproduits du traitement du gaz naturel : hélium[6], différentes formes de soufre